# Ștefan Botnarciuc
Ștefan Botnarciuc (n. 1875, Bălți, Basarabia, Imperiul Rus – d. secolul al XX-lea) a fost un fermier, de naționalitate ucrainean, originar din Bălți, membru al Sfatului Țării.

## Sfatul Țării
Ștefan Botnarciuc, la data de 27 martie 1918, a votat Unirea Basarabiei cu România.